# Tanoli
Tanoli ou (Tanole Tanolian Taniwal) é uma tribo pukhtun, que reside principalmente na região de Hazara, em Caiber Paquetuncuá, no Paquistão.
Eles alegam terem migrado de um lugar chamado "Taanal", no Afeganistão.
Algumas tribos ainda vivem nas cidades afegãs de Gardaiz e Ghazni.